# طمارين قطني الرأس
طمارين قُطنيّ الرأس (باللاتينية: Saguinus oedipus) هو نوع من سعادين العالم الجديد الصغيرة، يعتبر واحد من أصغر الرئيسيات في العالم حيث لا يتجاوز وزنه نصف كيلوغرام، يعتبر من الحيوانات المهددة بالانقراض بشكل كبير ويتواجد بقلة في الغابات الإستوائية والغابات الثانوية في شمال غرب كولومبيا ويمكن ملاحظة تحركاته في الأشجار أثناء النهار، حيث يقوم عندها باصطياد الحشرات ونضح النباتات والبحث عن البذور. حسب ما أعلنت معاهدة التجارة العالمية لأصناف الحيوان والنبات البري المهددة بالإنقراض أعلنت أن هناك حوالي 40 ألف منها في سنة 1976 إلا أن أعدادها إنخفضت بشكل كبير حيث لا يتواجد منها الآن إلا 6000 فقط في البراري.